# Московские окна (песня)
«Моско́вские о́кна» — популярная песня композитора Тихона Хренникова на стихи Михаила Матусовского, написанная в 1960 году. Первым исполнителем песни был Леонид Утёсов.

## История
Вот опять небес темнеет высь,

Вот и окна в сумраке зажглись.

Здесь живут мои друзья,

И, дыханье затая,

В ночные окна вглядываюсь я.

Я люблю под окнами мечтать,

Я люблю, как книги, их читать.

И, заветный свет храня,

И волнуя, и маня,

Они, как люди, смотрят на меня.
В конце 1950-х годов, когда композитор Тихон Хренников проходил курс лечения в санатории «Барвиха», к нему зашёл отдыхавший там же кинорежиссёр Григорий Александров и попросил написать песню для будущего фильма «Русский сувенир», к съёмкам которого он готовился. Предполагалось, что эту песню исполнит жена Александрова — известная актриса Любовь Орлова, которая собиралась сниматься в этом фильме. По словам Александрова, для фильма требовалась «какая-нибудь яркая мелодия» и, уговаривая композитора, он говорил, что «Любочка её разучит и будет петь ещё до того, как картина выйдет на экраны». Хренников согласился: «Для Любочки? Шлягер? Ну, почему же не написать, Григорий Васильевич?».
Официальный договор они не заключали, но было известно, что для фильма нужны по крайней мере две разных мелодии. Вернувшись из санатория, Хренников написал одну из них, а вторая как-то «не шла»; при этом Александров почему-то долго не звонил и не узнавал о судьбе своего заказа. Через некоторое время Хренников собрался в длительную командировку. Чтобы не подводить создателей фильма, он договорился с другим композитором, Кириллом Молчановым, чтобы он выполнил их заказ, и сообщил об этом Александрову. Молчанов музыку к фильму написал, фильм был выпущен в 1960 году, но был раскритикован советской прессой и «положен на полку». Впоследствии Молчанов в шутку говорил Хренникову: «Ну ты, Тихон, мне подсуропил…» А мелодия, написанная Хренниковым, в течение некоторого времени оставалась «бесхозной» — по его собственным словам, «ноты лежали на рояле, и я про неё забыл совершенно».

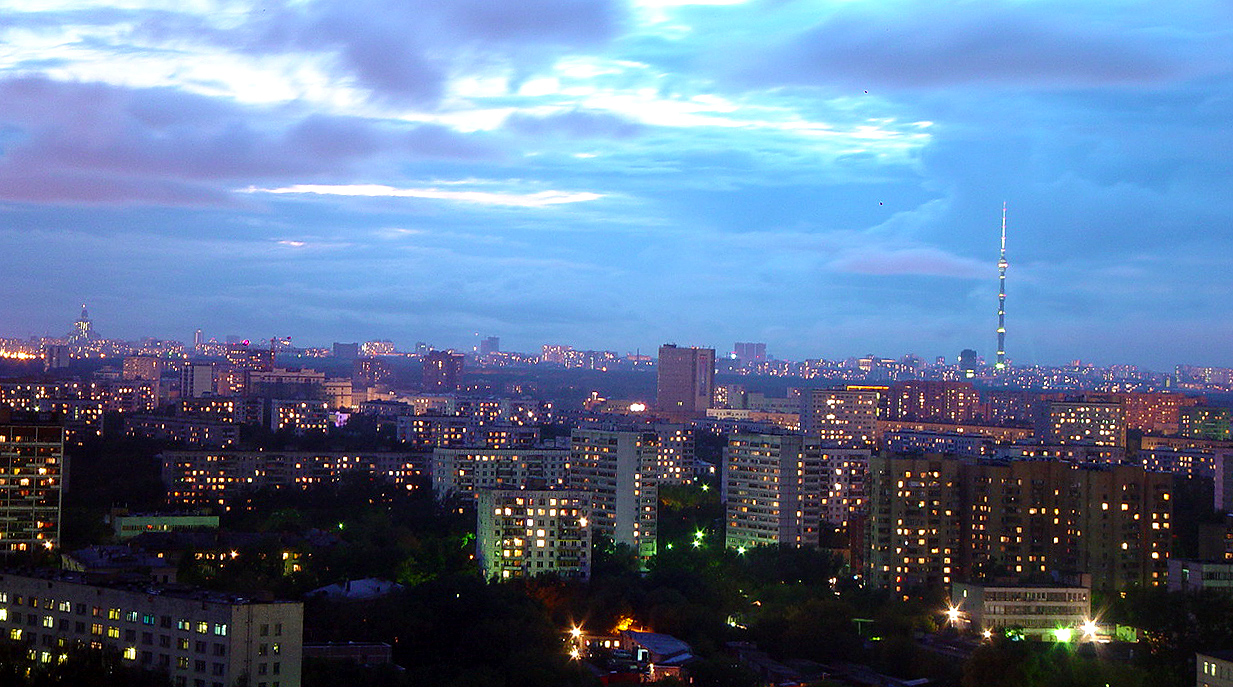
«Вот и окна в сумраке зажглись…»

В 1960 году Хренникову позвонил певец Леонид Утёсов и спросил, нет ли у него какой-нибудь новой песни, которую можно было бы использовать в эстрадной программе (по другим данным, Утёсов попросил Хренникова написать новую песню о Москве). И тогда Хренников вспомнил про ту мелодию без слов, которую он написал для Любови Орловой, и сказал об этом Утёсову. Певец приехал, прослушал сыгранную композитором мелодию и сказал: «Это то, что мне надо». После этого они обратились к поэту Михаилу Матусовскому с просьбой написать слова для будущей песни.
По словам Матусовского, обычно он отказывался «писать стихи на готовую музыку, на „болванку“ или „рыбу“, как это называется у музыкантов». Но на этот раз мелодия, которую напел Утёсов, показалась ему «трогательной, очень лиричной, и, главное, дающей возможность писать стихи, а не подтекстовку», так что поэту пришлось «поступиться своими принципами». По воспоминаниям Матусовского, когда стихи были готовы, он принёс их на репетицию утёсовского оркестра, которая проходила в клубе московских шофёров. Там было холодно, и Утёсов «репетировал в зимнем пальто, ушанке и в огромных деревенских валенках». В перерыве между номерами они пригласили пианиста и попробовали прослушать получившуюся песню, ставшую впоследствии известной под названием «Московские окна». Со сцены песня впервые прозвучала в исполнении Леонида Утёсова в Московском театре эстрады, который в то время располагался у площади Маяковского (ныне — Триумфальная площадь). Михаил Матусовский так вспоминал о премьере песни: «Леонид Осипович пел о московских окнах, и можно было легко представить себе, как в синих вечерних сумерках одно за другим загораются окна столицы, и за каждым из них своя жизнь, свои судьбы. С какой добротой и нежностью обращался он к этим окнам: „Он мне дорог с давних лет, и его милее нет, московских окон негасимый свет!“»
Песня быстро приобрела популярность и стала появляться в репертуаре других исполнителей. В том же 1960 году она была исполнена Ириной Бржевской, превратившись в её «визитную карточку». В 1964 году с этой песней Бржевская стала лауреатом фестиваля эстрадной песни в Дрездене. Маргарита Суворова, исполнив песни «Московские окна» и «Купите фиалки», стала лауреатом Всероссийского конкурса артистов эстрады 1960 года. 

## Исполнители
За свою историю, начиная с исполнений Леонида Утёсова, песня «Московские окна» входила в репертуар многих известных певцов и певиц, таких как Ирина Бржевская, Маргарита Суворова, Михаил Новохижин, Муслим Магомаев, Владимир Мулявин, Людмила Гурченко, Иосиф Кобзон, Сергей Захаров, Тамара Гвердцители, Ирина Понаровская, Лариса Долина, Дмитрий Хворостовский, Валерий Сюткин, Олег Погудин и другие. Песня была переведена и на другие языки: на финском языке её исполняли Георг Отс и Матти Салминен, а на немецком — Кристель Шульце и Лале Андерсен.